# Rigolet
Rigolet (Inuit: Kikiaq) is een gemeente in de Canadese provincie Newfoundland en Labrador, gelegen aan de kust van de regio Labrador. De gemeente is gelegen in de autonome regio Nunatsiavut en heeft bijgevolg de status van "Inuit Community Government".

## Geschiedenis
In 1977 werd het dorp een gemeente met de status van local government community (LGC). In 1980 werden LGC's op basis van The Municipalities Act als bestuursvorm afgeschaft. De gemeente werd daarop automatisch een community om een aantal jaren later uiteindelijk een town te worden. Door de Labrador Inuit Land Claims Agreement is Hopedale sinds 2005 een Inuit community government.

## Geografie
Rigolet ligt aan de noordoever van Hamilton Inlet, een fjordachtig estuarium dat de verbinding maakt tussen Groswater Bay en het estuarium Lake Melville. Als zuidelijkste plaats in Nunatsiavut is het tegelijkertijd de zuidelijkste erkende Inuitnederzetting ter wereld. De dichtstbij gelegen permanent bewoonde plaats is Cartwright, dat in vogelvlucht 105 km naar het zuidoosten toe ligt.

## Transport
Rigolet is een outport die niet met de rest van het Canadese wegennet verbonden is, al is de plaats in de koude maanden wel bereikbaar via een sneeuwscooterpad. In de warme maanden is het dorp bereikbaar via een veerboot die wekelijks de verbinding maakt met enerzijds Happy Valley-Goose Bay (167 km; zesenhalf uur) en anderzijds Makkovik (274 km; 11,5 uur). Vanuit Makkovik vaart de veerboot na een stop van een tweetal uur verder richting noordelijker gelegen kustgemeenschappen.
Rigolet is het jaar rond ook te bereiken via Rigolet Airport. De luchtvaartmaatschappij PAL Airlines doet van daaruit twee bestemmingen aan, namelijk Goose Bay en Makkovik.

## Demografie
De gemeente Rigolet kende de voorbije decennia demografisch gezien zowel periodes van achteruitgang, stilstand en groei. Het inwoneraantal schommelde de tussen 1991 en 2021 steeds rond de 300.
| Demografische ontwikkeling van Rigolet tussen 1991 en 2021                 |
| -------------------------------------------------------------------------- |
|                                                                            |
| Bron: Statistics Canada (1951–1986, 1991–1996, 2001–2006, 2011–2016, 2021) |

## Gezondheidszorg
Gezondheidszorg wordt in de gemeente aangeboden door de Rigolet Community Clinic. Deze gemeenschapskliniek valt onder de bevoegdheid van de gezondheidsautoriteit Labrador-Grenfell Health (met inspraak van Nunatsiavut) en biedt de inwoners eerstelijnszorg en spoedzorg aan. Er zijn vier personeelsleden in dienst, met name twee verpleegsters, een personal care attendant en een onderhoudsmedewerker, met daarnaast de regelmatige aanwezigheid van een bezoekend arts.

## Galerij

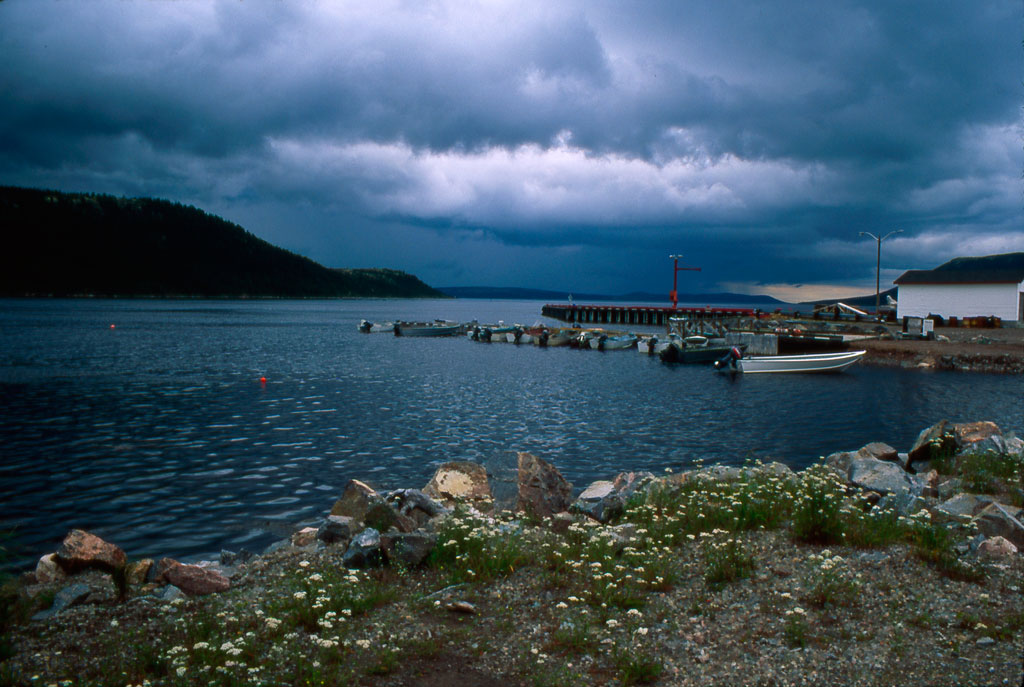
Zicht op de haven van Rigolet (2000)
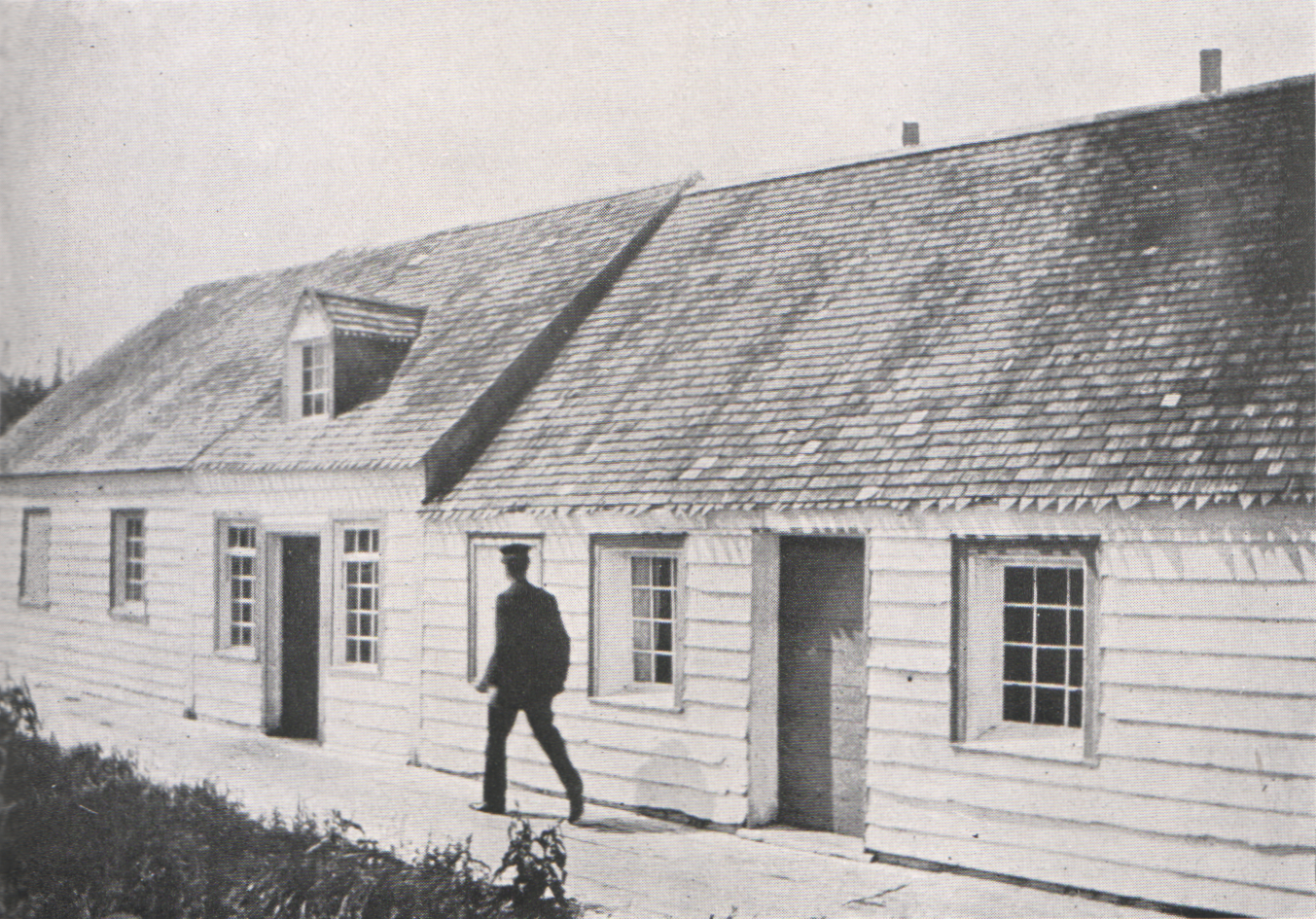
Handelspost van de Hudson's Bay Company te Rigolet in 1911